# Lover Boy
Lover Boy is een nummer van Supertramp. Het is afkomstig van hun vijfde album Even in the Quietest Moments.... Het nummer gaat over de ellende die het verschijnsel loverboy met zich mee bracht/brengt; loverboys waren dus al bekend in 1976. Het nummer begint meteen met waar het om gaat: I’ll tell you from the start, he’s gonna break your heart later gevolgd door So all ladies beware.
Het lied wordt gezongen door Rick Davies en alhoewel het op het studioalbum werd toegewezen aan Davies en Roger Hodgson mag, gezien de stemming van het lied, ervan uitgegaan worden dat Davies het alleen of grotendeels heeft geschreven. Het is een typische Supertramp-song, doch het wordt geplaagd door twee mindere kanten. Als het lied ten einde loopt wordt de tekst vervangen door Sha-na-na-na etc. Na een break gaat de song echter verder, maar hier weet de muziekgroep het tempo niet meer stabiel te houden, langzaam loopt het tempo op zonder dat daar aanleiding toe is (in muziekjargon jagen genaamd). Ook hier weer Sha-na-na-na.
Het nummer staat niet op alle compact disc-versies in zijn geheel; in sommige versies is gesneden.